# 奄仔蟹
奄仔蟹其實是来自咸淡水交界、約3個月大、未曾產卵受精的幼年雌蟹，產於香港的流浮山。

## 特色
蟹膏呈鮮黃色，味道甘香鮮美。蟹身色澤較淺，蟹腹細小且白裡透黑，壳薄。

## 菜色
- 油鹽焗奄仔蟹[2]
- 清蒸花雕奄仔蟹[3]
- 奄仔蟹蒸糯米饭[4]